# Silvascincus tryoni
Silvascincus tryoni — вид сцинкоподібних ящірок родини сцинкових (Scincidae). Ендемік Австралії.

## Поширення і екологія
Silvascincus tryoni мешкають в горах Мак-Ферсон на кордоні південно-східного Квінсленду та північно-східного Нового Південного Уельсу, зокрема в національних парках Лемінгтон і Бордер-Ренджс. Вони живуть в гірських субтропічних лісах. Зустрічаються на висоті від 760 до более 1100 м над рівнем моря. Живородні, народжують 5 дитинчат.